# Model dyfuzyjny
Model dyfuzyjny, model rozpraszający – klasa modeli generatywnych opartych na zmiennych utajonych. Model dyfuzji składa się z trzech głównych komponentów: procesów dyfuzji w przód i wstecz oraz procedury próbkowania.
Na rok 2024, modele dyfuzyjne są używane głównie w zadaniach rozpoznawania obrazów, w tym generowaniu obrazów, usuwaniu szumu czy tworzeniu superrozdzielczości.
Generatory obrazów oparte na modelu dyfuzji – takie jak Stable Diffusion czy DALL-E – są najbardziej znanymi projektami opartymi na modelu dyfuzyjnym. Projekty te zazwyczaj łączą modele dyfuzyjne z innymi modelami, takimi jak osadzanie słów czy mechanizm uwagi, aby zapewnić generowanie obrazu z tekstu.
Modele dyfuzji znalazły zastosowanie także w zadaniach przetwarzania języka naturalnego: generowaniu tekstu i podsumowywaniu go, generowaniu dźwięku czy uczeniu przez wzmacnianie.